# Cycloputeolina
Cycloputeolina es un género de foraminífero bentónico de la subfamilia Archaiasinae, de la familia Soritidae, de la superfamilia Soritoidea, del suborden Miliolina y del orden Miliolida. Su especie tipo es Peneroplis pertusus var. discoideus. Su rango cronoestratigráfico abarca desde el Mioceno hasta la Actualidad.

## Clasificación
Cycloputeolina incluye a las siguientes especies:
- Cycloputeolina bocki
- Cycloputeolina discoidea